# 唐佩德羅克里斯托弗森山
85°32′S 165°47′W / 85.533°S 165.783°W
唐佩德羅克里斯托弗森山（英語：Mount Don Pedro Christophersen）是南極洲的山峰，屬於毛德王后山脈的一部分，海拔高度3,765米，該山峰在1911年由羅爾德·阿蒙森發現。